# Hayden Christensen
Hayden Christensen (* 19. dubna 1981 Vancouver, Britská Kolumbie, Kanada) je kanadský herec, nejlépe známý díky roli mladého dospělého Anakina Skywalkera (Darth Vadera) ve filmové sérii Star Wars.

## Životopis

### Osobní život
Narodil se ve Vancouveru manželům Christensenovým, matka Alie pracovala jako redaktorka projevů šéfů velkých společností, otec David programátor. Z otcovy strany má dánské a anglické předky, z matčiny italské a švédské. Má staršího bratra a sestru a mladšího bratra. Vyrůstal a studoval v Ontariu. Léta trávil u babičky na Long Islandu a v New Yorku navštěvoval herecké školy. V letech 2008–2010 byl zasnouben s herečkou Rachel Bilsonovou.

### Kariéra
Svoji první roli obdržel v televizním seriálu Family Passions v roce 1993. Následující rok získal malou roli ve filmu Johna Carpentera Ve spárech šílenství. V dalších letech se objevil v několika dalších filmech. Známým se stal v roce 2000 rolí teeanagera, který byl pohlavně zneužíván svou nevlastní matkou, který se pak stal ze zoufalství závislým na drogách, v seriálu Cesta vzhůru stanice Fox.
Za roli nepochopeného teeanagera ve filmu Dům života z roku 2001 získal nominaci na Zlatý glóbus. Role Anakina Skywalkera (kterou předtím hrál Sebastian Shaw a Jake Lloyd) ve filmu Star Wars: Epizoda II – Klony útočí z něj udělala hvězdu, ačkoli u kritiky vzbudila smíšené reakce (byl za ni nominován na Zlatou malinu jako nejhorší herec). Tutéž roli si pak zahrál ještě ve Star Wars: Epizoda III – Pomsta Sithů.
Dobré hodnocení získal díky filmu Shattered Glass z roku 2003, který líčí pravdivý příběh novináře Stephena Glasse. V roce 2006 ztvárnil ve filmu Warholka postavu založenou na Bobu Dylanovi. Jeho další role byla vedle Samuela L. Jacksona, Jamieho Bella a Rachel Bilsonové ve filmu Jumper (2008), který vypráví příběh muže, jenž zjistil, že ovládá teleportaci. S Rachel Bilsonovou se pak objevil ještě ve filmu New York, I Love You.

## Filmografie
| Rok  | Film/seriál                             | Role                         | Poznámky |
| ---- | --------------------------------------- | ---------------------------- | --- |
| 1993 | Family Passions                         | Skip McDeere                 | |
| 1994 | Na pokraji šílenství                    | Paper Boy                    | |
| 1995 | Love and Betrayal: The Mia Farrow Story | Fletcher                     | |
| 1995 | Zákon džungle                           | mladý John Ryan              | |
| 1995 | Harrison Bergeron                       | Eric                         | |
| 1995 | Není větší lásky                        | Teddy Winfield               | |
| 1996 | Věčný rytíř                             | Andre                        | 1 epizoda |
| 1997 | Husí kůže                               | Zane                         | 2 epizody |
| 1998 | Stávka!                                 |                              | |
| 1999 | Sabotáž                                 | Patrick Brennan              | |
| 1999 | Real Kids, Real Adventures              | Eli Goodner                  | 1 epizoda |
| 1999 | Bojíte se tmy?                          | Kirk                         | 1 epizoda |
| 1999 | Smrt panen                              | Jake Hill Conley             | |
| 1999 | The Famous Jett Jackson                 | Steven                       | 1 epizoda |
| 2000 | Trapped in a Puple Haze                 | Orin Krieg                   | |
| 2000 | Cesta vzhůru                            | Scott Barringer              | 22 epizod |
| 2001 | Dům života                              | Sam Monroe                   | nominace na Zlatý glóbus v kategorii Nejlepší herec ve vedlejší roli                                                                                     |
| 2002 | Star Wars: Epizoda II – Klony útočí     | Anakin Skywalker             | Zlatá malina v kategorii Nejhorší herec ve vedlejší roli nominace na Zlatou malinu v kategorii Nejhorší pár na filmovém plátně (spolu s Natalie Portman) |
| 2003 | Jak nezískat Pulitzera                  | Stephen Glass                | |
| 2005 | Star Wars: Epizoda III – Pomsta Sithů   | Anakin Skywalker/Darth Vader | Zlatá malina v kategorii Nejhorší herec ve vedlejší roli                                                                                                 |
| 2006 | Warholka                                | Billy Quinn                  | |
| 2007 | Probuzení                               | Clay Beresford               | |
| 2007 | Andělé a panny                          | Lorenzo                      | |
| 2008 | Jumper                                  | David Rice                   | |
| 2009 | New Yorku, miluji Tě!                   | Ben                          | |
| 2010 | Gangsteři                               | A. J.                        | |
| 2010 | Vanishing on 7th Street                 | Luke                         | |
| 2010 | Quantum Quest: A Cassini Space Odyssey  | Jammer                       | dabing |
| 2014 | American Heist                          | James Kelly                  | |
| 2014 | Outcast                                 | Jacob                        | |
| 2014 | Inner Circle                            | Tyler                        | |
| 2015 | 90 minut v nebi                         | Don Piper                    | |
| 2017 | First Kill                              | Will                         | |
| 2018 | The Last Man                            | Kurt                         | |
| 2018 | Little Italy                            | Leo Campo                    | |